# Viva la Bam
Viva la Bam je zábavný pořad komerční televizní stanice MTV. Pořad uvádí Bam Margera a spolu se svými přáteli v něm také účinkuje. Náplň pořadu se podobá pořadu Jackass, vysílaného na stejné stanici.
V pořadu kromě Bama Marhery vystupují jeho rodiče April a Phil Margeriovi a strýc Don Vito. Účinkuje zde také cKy (camp kill yourself) a mnoho dalších hostů jako např. Tony Hawk a Johnny Knoxville.